# جاشوا گومز
جاشوا گومز (انگلیسی: Joshua Gomez؛ زادهٔ ۲۰ نوامبر ۱۹۷۵) هنرپیشه و صداپیشه اهل ایالات متحده آمریکا است.
از فیلم‌ها یا برنامه‌های تلویزیونی که وی در آن نقش داشته‌است می‌توان به چاک، کسل اشاره کرد.